# Uraga Senkyo

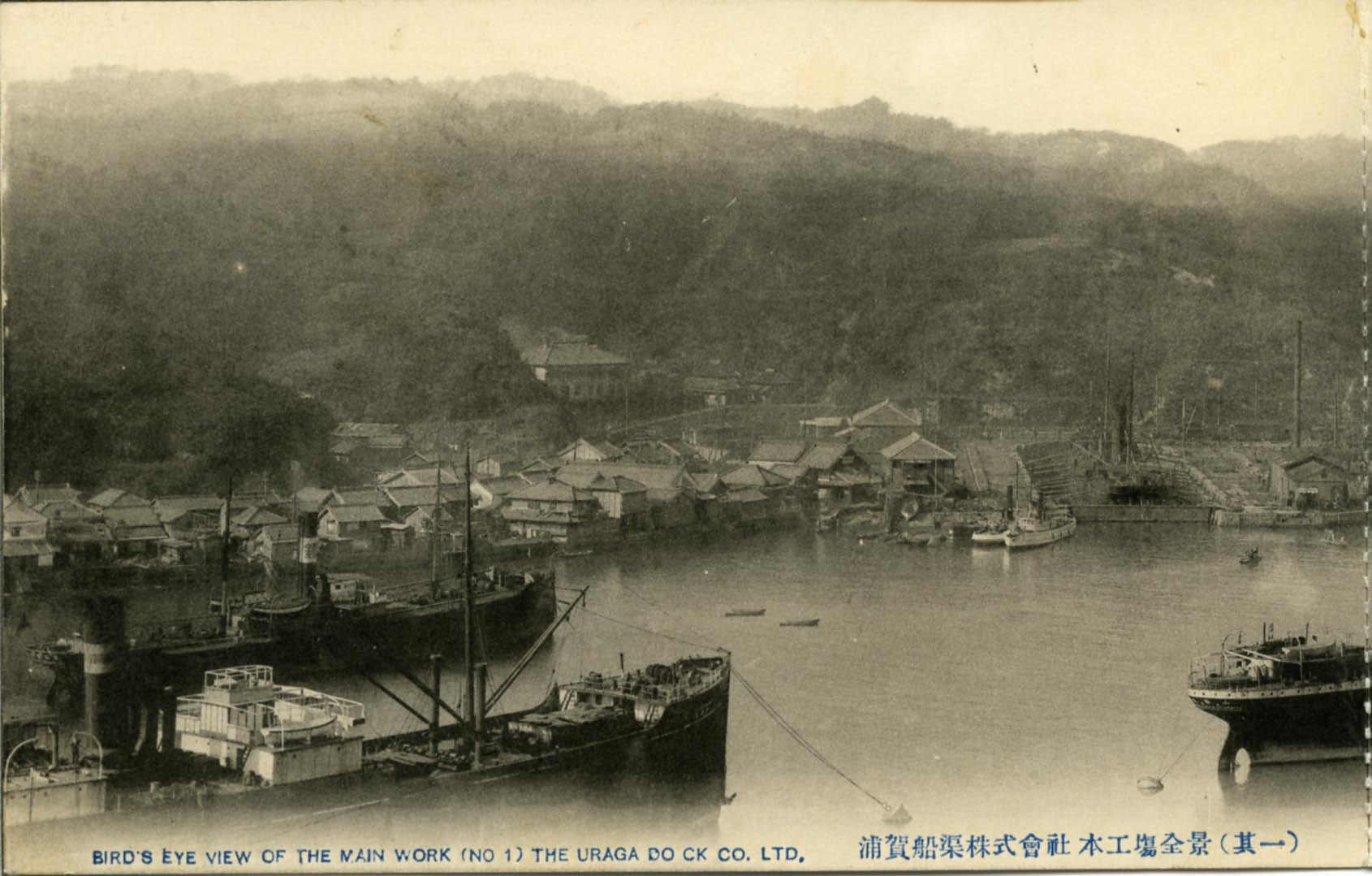
Uraga Schiffswerft 1910 auf einer Postkarte

Die Uraga Schiffswerft (浦賀船渠株式会社 Uraga Senkyo Kabushiki Kaisha) war eine hauptsächlich private Werft in Uraga, einem Stadtteil von Yokosuka in der Präfektur Kanagawa, Japan. Sie hat viele Kriegsschiffe für die Kaiserlich Japanische Marine gebaut.

## Geschichte
Die Uraga Schiffswerft wurde 1869 von Enomoto Takeaki (榎本 武揚, 5. Oktober 1836 – 26. Oktober 1908) gegründet. Seit dem Ende der Edo-Zeit hatte es in Uraga schon eine Schiffswerft gegeben. Als Commodore Perrys Flaggschiff 1854 vor Uraga ankerte, war einer der Beamten des Tokugawa-Shōgunats, der das amerikanische Schiff bestieg, ein ausgebildeter Schiffbauer, Nakajima Saburosuke. Seine Beobachtung des Schiffsinneren ermöglichte es ihm, die Einzelheiten des Designs und der Konstruktion des Schiffes zu erkennen und abzuleiten. Nachdem Perry das Land wieder verlassen hatte, bekam er von der Regierung den Auftrag, eine Dreimastbark zu entwerfen und zu bauen. Das Schiff sollte Hōō Maru (鳳凰丸, Phoenix) heißen. Anschließend arbeitete Nakajima mit an der Reparatur der in den Niederlanden gebauten Kanrin Maru während der er das erste Trockendock in Japan im Jahre 1859 konstruierte. Die Tokugawa Regierung entschloss sich jedoch, ganz in der Nähe eine eigene Werft im benachbarten Yokosuka zu errichten und die Werft in Uraga wurde 1876 geschlossen.
Nakajima starb während des Boshin-Krieges der Meiji-Restauration, als er auf der Seite der Tokugawa kämpfte. Nach der Bildung der Meiji-Regierung erlangten seine ehemaligen Kollegen Enomoto Takeaki und Arai Ikunosuke wichtige Positionen in der neuen Regierung und unterstützten die Errichtung einer modernen Werft auf der von Nakajima geschaffenen Grundlage. Die neue Anlage wurde 1897 eingeweiht und geriet sofort in eine Krise, als die in Tokio ansässige Ishikawajima Harima-Schwerindustrie im darauffolgenden Jahr eine Konkurrenzanlage eröffnete und begann, die Preise zu drücken, um die Konkurrenz auszuschalten. Der Uraga Dock Company gelang es 1902 aber, Ishikawajima aufzukaufen.
Im Jahre 1906 lief auf der Uraga Schiffswerft der erste von ihr für die Kaiserlich Japanische Marine gebaute Zerstörer vom Stapel, die Nagatsuki Ein Schiff der Kamikaze-Klasse von 1905. Im Laufe ihrer weiteren Geschichte wurden auf den Werften von Uraga über 1000 Schiffe gebaut, darunter Fähren, Passagierschiffe, Schulschiffe und Kriegsschiffe unterschiedlicher Größe. Auch für den Export wurden zahlreiche Schiffe hergestellt. Im Jahre 1919 galt die Uraga Dock Company als eine der größten und am besten ausgestatteten privaten Werften der Welt. Tochtergesellschaften wurden in Yokkaichi in der Präfektur Mie und in Qingdao (Tsingtao) errichtet.
Die Uraga Schiffswerft war eine der ersten Firmen in Japan, in der die Arbeiter gewerkschaftlich organisiert waren. Schon in den Jahren 1905–1907, 1910–1911 und 1915 wurden Streiks durchgeführt.
Im Nachkriegsjapan wurde die Uraga Dock Company 1969 von der Sumitomo-Gruppe übernommen. Sie wurde mehrfach umfassend modernisiert, doch der zunehmende Wettbewerbsdruck seitens ausländischer Schiffbauer zwang Sumitomo 2003 zur Schließung des Betriebs.

## Gebaute Marineschiffe

### Kreuzer
- Nagara-Klasse: Isuzu, Abukuma

### Zerstörer
- Kamikaze-Klasse (1905): Nagatsuki, Kikutsuki
- Kaba-Klasse: Kiri
- Momi-Klasse: Kaki, Hagi, Hishi, Hasu
- Wakatake-Klasse: Sanae, Sawarabi
- Kamikaze-Klasse (1922): Oite
- Mutsuki-Klasse: Yayoi, Minazuki, Mochizuki
- Fubuki-Klasse: Miyuki, Isonami, Sagiri, Ushio, Ikazuchi
- Hatsuharu-Klasse: Nenohi, Hatsushimo
- Shiratsuyu-Klasse: Shigure, Samidare, Harusame, Yamakaze, Suzukaze
- Asashio-Klasse (1936): Kasumi
- Kagerō-Klasse: Shiranui, Hayashio, Tokitsukaze, Hamakaze, Hagikaze, Akigumo
- Yūgumo-Klasse: Kazagumo, Takanami, Kiyonami, Suzunami, Kishinami, Kiyoshimo
- Akizuki-Klasse (1942): Yoizuki

### Sonstige
- Minenleger: Itsukushima
- Geleitboote: Etorofu-Klasse (2 Einheiten), Ukuru-Klasse (7 Einheiten)
- Minensuchboote: Sōkaitei Nr.8, Sōkaitei Nr.11
- U-Jagdboote: Kusentei Nr.1